# 清水賢
清水 賢（しみず まさる、1942年 - 2009年10月1日）は、鳥取県出身のプロ野球選手。

## 来歴・人物
鳥取県米子市出身。米子東高校では岡本利之の指導を受け、3年春の選抜に出場。山陰勢初の甲子園決勝進出を果たしたが、バッテリーを組んだ宮本洋二郎が高松商業高校の山口富士雄に左翼ラッキーゾーンにサヨナラ本塁打を浴び、準優勝に終わる。夏の甲子園でも1勝したが、2回戦で徳島商業高校に完敗した。秋の熊本国体でも準優勝。
その後東映フライヤーズに入団したが、2年間出場なしに終わった。
2009年10月1日死去。

## 詳細情報

### 年度別打撃成績
- 一軍公式戦出場なし

### 背番号
- 28 （1961年）
- 46 （1962年）